# 1960年夏季残疾人奥林匹克运动会马耳他代表团
1960年夏季残疾人奥林匹克运动会马耳他代表团是马耳他派出的1960年夏季残疾人奥林匹克运动会代表团。获得2枚银牌和2枚铜牌。